# Kazimierz Regulski
Kazimierz Regulski (ur. 25 stycznia 1918 w Rybnicy Mołdawska Republika Demokratyczna, zm. 11 kwietnia 2015 w Rybniku) – polski wojskowy, pułkownik ludowego Wojska Polskiego, Przewodniczący Miejskiej Rady Narodowej w Prudniku, Prezes rybnickiego koła Związku Byłych Żołnierzy Zawodowych i Oficerów Rezerwy Wojska Polskiego, myśliwy, Prezes Koła Łowieckiego nr 3 Bażant w Prudniku.

## Życiorys
Urodził się w rodzinie kolejarza. W roku 1936 ukończył technikum elektromechaniczne po którym rozpoczął pracę w pawłodarskiej elektrowni na stanowisku kontrolera sieci. Po rozpoczęciu II wojny światowej w 1940 roku został powołany do Armii Czerwonej, walczył w bitwach pod Bobrujskiem oraz Krzemieńczukiem, gdzie został ranny. W maju 1945 roku wcielony do 2 Zapasowego Pułku Łączności w Żytomierzu. We wrześniu 1945 skierowany do Wojsk Ochrony Pogranicza. Po ukończeniu jako Prymus, Oficerskiej Szkoły Łączności, został dowódcą plutonu. Brał czynny udział w tworzeniu łączności, po przeniesieniu dowództwa i sztabu do Rybnika 10 Oddziału Ochrony Pogranicza. Po przeniesieniu oddziału do Gliwic, jako dowódca plutonu realizował zadanie stworzenia tam sieci łączności. W 1947 roku, awansowany na dowódcę kompanii łączności, a w roku 1948 na szefa łączności 10 Katowickiego Oddziału WOP, a następnie 15 Brygady WOP w Koszalinie. We wrześniu 1951 roku przeniesiony do Korpusu Bezpieczeństwa Wewnętrznego i w październiku 1951 roku wyznaczony na komendanta Szkoły Podoficerów Łączności w Prudniku. W listopadzie 1962 roku został zwolniony ze służby i przeszedł do rezerwy. 
Będąc w cywilu, pełnił min. funkcje: przewodniczącego Miejskiej Rady Narodowej w Prudniku, prezesa Koła Łowieckiego nr 3 Bażant w Prudniku, prezesa rybnickiego koła Związku Byłych Żołnierzy Zawodowych i Oficerów Rezerwy Wojska Polskiego. 
Zmarł 11 kwietnia 2015 roku w Rybniku, został pochowany na cmentarzu komunalnym w Rybniku przy ul. Rudzkiej 70b.

## Odznaczenia
- Krzyż Kawalerski Orderu Odrodzenia Polski
- Złoty Krzyż Zasługi
- Srebrny Krzyż Zasługi
- Srebrny Medal „Zasłużonym na Polu Chwały”
- Medal 10-lecia Polski Ludowej

i wiele innych.